# 長額拉摩蟹
長額拉摩蟹（学名：Lamoha longirostris）为人面蟹科拉摩蟹屬下的一个种。其种加词“longirostris”意为“长吻的”、“长嘴的”。